# Julia Glaser
Julia Glaser (* 7. Oktober 1997 in Basel) ist eine schweizerisch-deutsche Fußballspielerin. Sie spielt seit 2024 für den VfB Stuttgart.

## Karriere

### Vereine

#### Schweiz
Glaser begann im Alter von acht Jahren für den in Nyon ansässigen FC Stade Nyonnais mit dem Fußballspielen. Im weiteren Verlauf gehörte sie dem in Lörrach ansässigen FV Lörrach und danach der Jugendabteilung des SC Freiburg bis Saisonende 2013/14 an.
In ihre Geburtsstadt zurückgekehrt, gehörte sie zur Saison 2014/15 dem FC Basel in der Nationalliga A, der seinerzeit höchsten Spielklasse im Schweizer Frauenfussball, an. Bereits am 9. August 2014 (3. Spieltag) verfolgte sie das Punktspiel ihrer Mannschaft von der Bank aus, die auf heimischer Sportstätte gegen die Frauenfußballmannschaft des Berner Sport Club Young Boys mit 5:0 gewann. Noch im Aufbautraining befindlich, verpasste sie auch die Meisterschaftsspiele am 4. und 5. Spieltag. Ihr Pflichtspieldebüt für die Mannschaft – zugleich Nationalligadebüt – am 6. September 2014 (6. Spieltag) krönte sie bei der 1:4-Niederlage im Auswärtsspiel gegen den FC Zürich mit dem einzigen Tor ihrer Mannschaft, dem Treffer zum 1:3 in der 88. Minute.

#### Vereinigte Staaten
Mit Abschluss Abitur am Hans-Thoma-Gymnasium Lörrach begab sie sich im Jahr 2016 in die Vereinigten Staaten. Mit Aufnahme eines Studiums in Kinesiologie und Sportwissenschaft an der California State University, Fresno, kam sie während ihres zweijährigen Aufenthaltes auch für das Sport-Team der Bildungseinrichtung, den Bulldogs, in 39 Meisterschaftsspielen in der Mountain West Conference in der NCAA Division I zum Einsatz, in denen sie 22 Tore erzielte. Von 2018 bis 2020 setzte sie ihr Studium an der Point Loma Nazarene University im kalifornischen San Diego fort. Für das Sport-Team Sea Lions wurde sie in 37 Meisterschaftsspielen der Pacific West Conference in der NCAA Division II eingesetzt, in denen ihr 27 Tore gelangen.

#### Italien
Mit erfolgreichem Studienabschluss unterzeichnete sie am 23. Juli 2020 noch vor Ort einen Vertrag mit dem Soccer Management Institute, (ein von College Life Italia gegründetes Institut, dass internationalen Studenten die Möglichkeit bietet, einen Master-Abschluss in Sportmanagement zu erwerben und in Italien zu spielen) um künftig für den AS Rom spielen zu können. Für den italienischen Hauptstadtverein war sie in der Saison 2020/21 in der Serie A, der höchsten Spielklasse im italienischen Frauenfußball tätig, in der Folgesaison für die Frauenfußballmannschaft von Lazio Rom in der Serie B.

#### Deutschland
Nach Deutschland zurückgekehrt, trug sie in der Saison 2023/24 für die zweite Mannschaft des SC Freiburg in der drittklassigen Regionalliga Süd mit 15 Toren in 20 Punktspielen zur regionalen Meisterschaft, verbunden mit dem Aufstieg in die 2. Bundesliga bei.
Zur Saison 2024/25 wechselte Glaser zum VfB Stuttgart, der das erste Mal in die drittklassige Regionalliga Süd aufgestiegen ist.

### Nationalmannschaft
Glaser debütierte als Nationalspielerin in der U16-Nationalmannschaft des DFB beim 3:1-Sieg im Freundschaftsspiel gegen die U16-Nationalmannschaft Norwegens am 11. September 2012 mit Einwechslung für Laura Brönner in der 66. Minute. Im zweiten Vergleich, zwei Tage später, beim 6:1-Sieg wurde sie in der 41. Minute für Mona Herzog ausgewechselt.
Nach erfolgtem Verbandswechsel spielte sie für die Schweizer U19-Nationalmannschaft und kam vom 13. März 2014 bis zum 22. Januar 2016 17 Länderspiele, in denen sie 13 Tore erzielte. Mit ihr nahm sie an der Europameisterschaft 2016 teil und kam im ersten und dritten Spiel der Gruppe B zu ihren beiden Turnierspielen. In den vorausgegangenen drei Spielen der 1. Qualifikationsrunde im September erzielte sie sieben Tore, vier davon am 17. September 2015 beim 23:0-Sieg über die U19-Nationalmannschaft Georgiens, womit der bisherige Qualifikationsrekord von 21:0 um zwei Tore gesteigert werden konnte.

## Erfolge
- Halbfinalist U19-Europameisterschaft 2016
- Meister Regionalliga Süd 2024 und Aufstieg in die 2. Bundesliga